# Ridle Baku
Bote Nzuzi "Ridle" Baku (Mainz, 8 april 1998) is een Duits voetballer die doorgaans speelt als middenvelder. In januari 2025 verruilde hij VfL Wolfsburg voor RB Leipzig. Baku maakte in 2020 zijn debuut in het Duits voetbalelftal.

## Clubcarrière
Baku speelde vanaf 2007 in de jeugdopleiding van Mainz 05. Zijn professionele debuut in de hoofdmacht maakte hij op 19 december 2017, toen in de DFB-Pokal met 3–1 gewonnen werd van VfB Stuttgart. Christian Gentner had Stuttgart nog voor rust op voorsprong gezet, maar door doelpunten van Emil Berggreen, Abdoulaye Diallo en Suat Serdar won Mainz alsnog. Baku mocht van coach Sandro Schwarz in de basis starten en hij werd twaalf minuten na rust gewisseld ten faveure van Berggreen. Op 29 april 2018 was hij voor het eerst trefzeker in de competitie. Pablo De Blasis en Alexandru Maxim hadden al gescoord tegen RB Leipzig, waarna Baku in de laatste minuut op aangeven van Daniel Brosinski de derde treffer maakte: 3–0.
In oktober 2020 maakte Baku voor een bedrag van circa tien miljoen euro de overstap naar VfL Wolfsburg, waar hij zijn handtekening zette onder een verbintenis voor de duur van vijf seizoenen. Gedurende vierenhalf jaar had hij grotendeels een basisplaats, waarna hij in januari 2025 voor circa vierenhalf miljoen euro werd overgenomen door RB Leipzig. Hier tekende hij voor tweeënhalf jaar.

## Clubstatistieken
| Seizoen | Club          | Competitie | Competitie | Competitie | Beker | Beker | Internationaal | Internationaal | Totaal | Totaal |
| Seizoen | Club          | Competitie | Wed.       | Dlp.       | Wed.  | Dlp.  | Wed.           | Dlp.           | Wed.   | Dlp.   |
| ------- | ------------- | ---------- | ---------- | ---------- | ----- | ----- | -------------- | -------------- | ------ | ------ |
| 2017/18 | Mainz 05      | Bundesliga | 3          | 2          | 1     | 0     | —              | —              | 4      | 2      |
| 2018/19 | Mainz 05      | Bundesliga | 15         | 0          | 1     | 0     | —              | —              | 16     | 0      |
| 2019/20 | Mainz 05      | Bundesliga | 30         | 1          | 1     | 0     | —              | —              | 31     | 1      |
| 2020/21 | Mainz 05      | Bundesliga | 2          | 0          | 1     | 0     | —              | —              | 3      | 0      |
| 2020/21 | VfL Wolfsburg | Bundesliga | 32         | 3          | 3     | 0     | —              | —              | 35     | 6      |
| 2021/22 | VfL Wolfsburg | Bundesliga | 34         | 3          | 1     | 1     | 6              | 1              | 41     | 5      |
| 2022/23 | VfL Wolfsburg | Bundesliga | 33         | 5          | 3     | 0     | —              | —              | 36     | 5      |
| 2023/24 | VfL Wolfsburg | Bundesliga | 33         | 1          | 3     | 1     | —              | —              | 36     | 2      |
| 2024/25 | VfL Wolfsburg | Bundesliga | 15         | 2          | 3     | 0     | —              | —              | 18     | 2      |
| 2024/25 | RB Leipzig    | Bundesliga | 1          | 0          | 0     | 0     | 0              | 0              | 1      | 0      |
| Totaal  | Totaal        | Totaal     | 198        | 20         | 17    | 2     | 6              | 1              | 221    | 23     |

Bijgewerkt op 15 januari 2025.

## Interlandcarrière
Baku maakte zijn debuut in het Duits voetbalelftal op 11 november 2020, toen met 1–0 gewonnen werd van Tsjechië door een doelpunt van Luca Waldschmidt. Hij mocht van bondscoach Joachim Löw in de basis beginnen en hij speelde het gehele duel mee. De andere debutant dit duel was Philipp Max (PSV). Op 11 november in datzelfde jaar maakte hij tijdens zijn derde interlandoptreden zijn eerste doelpunt, tegen Liechtenstein. Na doelpunten van İlkay Gündoğan, Daniel Kaufmann (eigen doelpunt), Leroy Sané (tweemaal), Marco Reus en Thomas Müller maakte Baku de zevende goal van dat duel. Een tweede treffer van Müller en een eigen treffer van Maximilian Göppel beslisten de eindstand op 9–0.
| Interlands van Ridle Baku voor Duitsland | Interlands van Ridle Baku voor Duitsland | Interlands van Ridle Baku voor Duitsland | Interlands van Ridle Baku voor Duitsland | Interlands van Ridle Baku voor Duitsland | Interlands van Ridle Baku voor Duitsland | Interlands van Ridle Baku voor Duitsland |
| №                                        | Datum                                    | Wedstrijd                                | Uitslag                                  | Competitie                               | Goals                                    |                                          |
| Als speler bij VfL Wolfsburg             | Als speler bij VfL Wolfsburg             | Als speler bij VfL Wolfsburg             | Als speler bij VfL Wolfsburg             | Als speler bij VfL Wolfsburg             | Als speler bij VfL Wolfsburg             | Als speler bij VfL Wolfsburg             |
| ---------------------------------------- | ---------------------------------------- | ---------------------------------------- | ---------------------------------------- | ---------------------------------------- | ---------------------------------------- | ---------------------------------------- |
| 1                                        | 11 november 2020                         | Duitsland – Tsjechië                     | 1 – 0                                    | Vriendschappelijk                        |                                          |                                          |
| 2                                        | 2 september 2021                         | Liechtenstein – Duitsland                | 0 – 2                                    | WK 2022 kwalificatie                     |                                          |                                          |
| 3                                        | 11 november 2021                         | Duitsland – Liechtenstein                | 9 – 0                                    | WK 2022 kwalificatie                     | 80'                                      |                                          |
| 4                                        | 14 november 2021                         | Armenië – Duitsland                      | 1 – 4                                    | WK 2022 kwalificatie                     |                                          |                                          |

Bijgewerkt op 15 januari 2025.

## Persoonlijk
In 2018 liet hij de voornaam Ridle, vernoemd naar oud-voetballer Karl-Heinz Riedle, opnemen in zijn paspoort.